# Żebry-Sławki
Żebry-Sławki – wieś sołecka w Polsce położona w województwie mazowieckim, w powiecie ostrołęckim, w gminie Olszewo-Borki.
Wierni Kościoła rzymskokatolickiego należą do parafii św. Stanisława Kostki w Żebrach-Perosach.

## Historia
W latach 1921–1939 wieś leżała w województwie białostockim, w powiecie ostrołęckim, w gminie Nakły (od 1936 w gminie Rzekuń).
Według Powszechnego Spisu Ludności z 1921 roku wieś zamieszkiwało 89 osób w 17 budynkach mieszkalnych. Miejscowość należała do parafii rzymskokatolickiej w Ostrołęce. Podlegała pod Sąd Grodzki w Ostrołęce i Okręgowy w Łomży; właściwy urząd pocztowy Ostrołęka 1.
W wyniku agresji niemieckiej we wrześniu 1939 wieś znalazła się pod okupacją niemiecką. Od 1939 do wyzwolenia w 1945 włączona w skład Landkreis Scharfenwiese, rejencji ciechanowskiej Prus Wschodnich III Rzeszy.
W latach 1975–1998 miejscowość administracyjnie należała do województwa ostrołęckiego.